# Juan de Borja
Juan de Borja Llançol de Romaní, dito "O Maior"  (Valência, 1446 - Roma, 1 de agosto de 1503) foi um cardeal espanhol pertencente à poderosa família Borja. Foi arcebispo de Monreale e Patriarca Latino de Constantinopla.

## Biografia
Filho de Galceran de Moncada y Borja, primo do Papa Alexandre VI, e de Tecla Navarro de Alpicat, nasceu em Valência em 1446.
Em 13 de setembro de 1483 foi eleito arcebispo de Monreale. Mais tarde, foi consagrado bispo, mas nunca visitou sua diocese. Ele foi nomeado administrador apostólico da Arquidiocese de Olomouc, na Morávia, mantendo a sé de 1493 a 1497.
Foi criado cardeal no primeiro consistório do Papa Alexandre VI, com o título de cardeal-presbítero de Santa Susana, em 31 de agosto de 1492.
Em 8 de maio de 1494, foi a Nápoles para coroar o rei Afonso II.
No mesmo ano ele foi eleito bispo de Ferrara, combinando essa posição com a de Melfi. Teve vários postos diplomáticos, onde aprendeu a realçar suas habilidades, ao ponto de ser forçado a desistir de sua carreira diplomática para não manchar a do primo mais poderoso, César Bórgia.
Em 24 de abril de 1503 ganhou o Patriarcado Latino de Constantinopla.
Morreu em 1 de agosto de 1503, em Roma, e foi sepultado na Basílica de São João de Latrão, ao lado do Papa Calisto III.